# 크리스토프 모리츠
크리스토프 모리츠 (Christoph Moritz, 1990년 1월 27일, 뒤렌-비어케스도르프 ~)는 독일의 축구 선수로, 현재 2. 분데스리가의 SSV 얀 레겐스부르크 소속 수비형 미드필더이다.

## 경력
모리츠는 4살이 되는 1994년에 축구를 FC 빅토리아 08 아놀즈바일러에서 시작하였다. 그는 알레마니아 아헨으로 옮기기 전 12년간 그곳에서 보냈다. 3달동안 유스와 리저브 팀을 거친 뒤, 그는 2009년 7월에 FC 샬케 04와 계약해 프로생활을 시작하였다. 모리츠의 첫 프로경기는 2009년 8월 8일, 1. FC 뉘른베르크와의 경기였으며, 그는 2009년 8월 16일에 첫 프로리그 골을 기록하였다. 모리츠는 그의 첫 프로 계약을 샬케와 2010년 1월 18일에 계약하였다. 계약 기간은 2013년 6월 30일에 만료된다.

## 수상
FC 샬케 04
- DFB-포칼:2010-11
- 독일 슈퍼컵:2011